# Passage de la Boule-Blanche
Passage de la Boule-Blanche är en gata i Quartier des Quinze-Vingts i Paris 12:e arrondissement. Passage de la Boule-Blanche, som börjar vid Rue de Charenton 47 och slutar vid Rue du Faubourg-Saint-Antoine 50, är uppkallad efter en skylt med ett vitt klot.

## Omgivningar
- Saint-Antoine-des-Quinze-Vingts
- Place de la Bastille
- Opéra Bastille
- Bois de Vincennes
- Coulée verte René-Dumont
- Rue Crémieux

## Bilder
| - Saint-Antoine-des-Quinze-Vingts. - Place de la Bastille. - Färgglada hus vid Rue Crémieux. |

## Kommunikationer
- Tunnelbana – linjerna    – Bastille
- Busshållplats La Boule Blanche – Paris bussnät, linje 76 86

### Webbkällor
- ”Passage de la Boule-Blanche”. Mairie de Paris. http://www.v2asp.paris.fr/commun/v2asp/v2/nomenclature_voies/Voieactu/1172.nom.htm. Läst 7 april 2021.
- ”Passage de la Boule-Blanche”. Les rues de Paris. https://www.parisrues.com/rues12/paris-12-passage-de-la-boule-blanche.html. Läst 7 april 2021.